# William Wilfred Sullivan

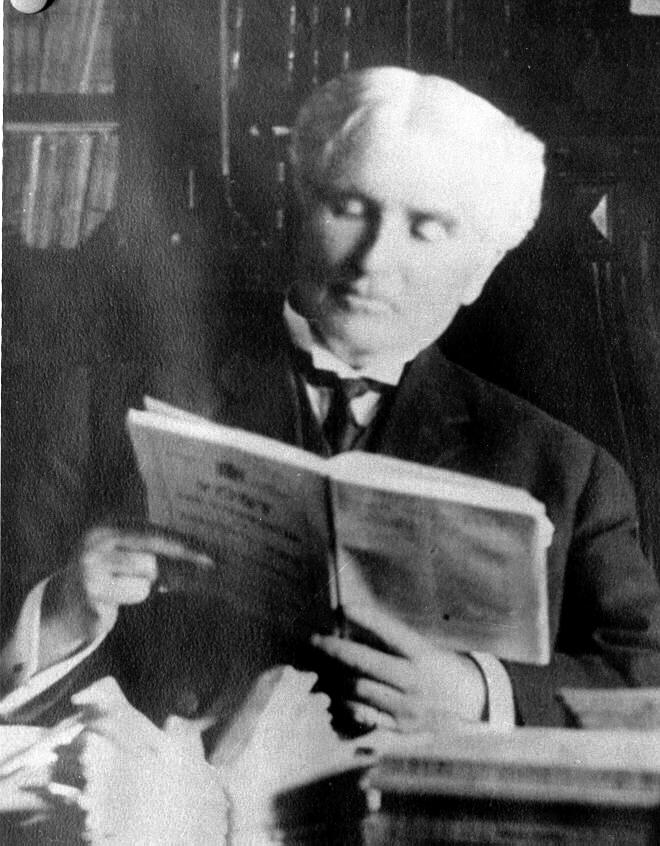
Sir William Wilfred Sullivan (1885)

Hon. Sir William Wilfred Sullivan (* 6. Dezember 1843 (nach anderen Angaben: 6. Dezember 1839) in New London, Prince Edward Island; † 30. September 1923 (nach anderen Angaben: 30. September 1920) in Memramcook, New Brunswick) war ein kanadischer Jurist und Politiker der Conservative Party of Prince Edward Island, der unter anderem zwischen 1879 und 1889 Premierminister von Prince Edward Island sowie von 1889 bis 1917 als Chief Justice of Prince Edward Island Präsident des Berufungsgerichtshofes (Court of Appeal of Prince Edward Island) war.

## Leben
William Wilfred Sullivan absolvierte nach dem Schulbesuch ein Studium der Rechtswissenschaften am Saint Dunstan’s College und der University of Prince Edward Island und war danach als Rechtsanwalt und Journalist tätig. Bei der Wahl am 1. April 1873 wurde er für die Conservative Party of Prince Edward Island im Zwei-Vertreter-Wahlkreis „2nd Kings“ erstmals zum Mitglied der Legislativversammlung von Prince Edward Island gewählt und gehörte dieser bis zu seinem Mandatsverzicht am 13. November 1889 an, woraufhin sein Bruder John P. Sullivan bei der Wahl am 30. Januar 1890 zum neuen Abgeordneten dieses Wahlkreises gewählt wurde. Im dritten Kabinett des ebenfalls zur Progressive Conservative Party gehörenden Premierminister James Colledge Pope (April bis September 1873) sowie von dessen Nachfolger Lemuel Owen (September 1873 bis August 1876) bekleidete er das Amt des Solicitor General und war damit Rechtsberater der Regierung.
Als Nachfolger von Lemuel Owen wurde Sullivan 1877 Vorsitzender der Conservative Party of Prince Edward Island und hatte diese Funktion bis zu seinem Rücktritt am 13. November 1889 inne, woraufhin Neil McLeod ihn ablöste. Nach dem Sieg der Konservativen Partei bei den Wahlen am 2. April 1879, bei der diese 24 der 40 Sitze in der Legislativversammlung gewann, und dem Ende der Koalitionsregierung von Premierminister Louis Henry Davies wurde Sullivan als dessen Nachfolger am 25. April 1879 selbst Premierminister der Provinz Prince Edward Island und bekleidete dieses Amt ebenfalls bis zu seiner Ablösung durch Neil McLeod am 13. November 1889. Während seiner Amtszeit erhielt die Conservative Party bei der Wahl am 8. Mai 1882 21 der 30 Sitze sowie bei der Wahl am 30. September 1886 zwar nur noch 18 Sitze in der 30-köpfigen Legislativversammlung, behielt aber eine komfortable absolute Mehrheit.
Nach dem Tode des früheren Premiers Edward Palmer am 3. September 1889 wurde Sullivan als dessen Nachfolger am 13. November 1889 als Chief Justice of Prince Edward Island Präsident des Berufungsgerichtshofes (Court of Appeal of Prince Edward Island) und hatte dieses oberste Richteramt der Provinz bis zu seiner Ablösung durch den bisherigen Premier John Alexander Mathieson am 21. Juni 1917 inne. Er wurde zugleich Richter am Vice-Admiralty Court von Prince Edward Island, einem Gericht ohne Geschworene, dem die Zuständigkeit für lokale Rechtsangelegenheiten im Zusammenhang mit maritimen Aktivitäten übertragen wurde, beispielsweise Streitigkeiten zwischen Kaufleuten und Seeleuten. Er war nach dem Ende der Amtszeit von Vizegouverneur Jedediah Slason Carvell am 14. Februar 1894 bis zum Amtsantritt von George William Howlan am 21. Februar 1894 kraft Amtes „Administrator of Prince Edward Island“ und damit kommissarischer Vizegouverneur der Provinz. Für seine politischen Verdienste wurde er am 29. Juni 1914 als Knight Bachelor (Kt) nobilitiert, wodurch er fortan das Prädikat „Sir“ führte.
Aus seiner 1872 geschlossenen Ehe mit Alice Maud Mary Newberry gingen drei Söhne und drei Töchter hervor.

## Hintergrundliteratur
- N. J. MacNeill: W. W. Sullivan and provincial finance in Prince Edward Island, 1879–1889, MA Thesis, University of New Brunswick, Fredericton, 1978